# Dabenarti
Dabenarti fou una fortalesa egípcia a Núbia, situada enfront de Mirgissa, a una illa del riu Nil, just a la segona cascada del Nil, uns 5 km al sud de Buhen i a uns 900 metres a l'est de la muralla est de Mirgissa. Encara que pogué ser iniciada vers el 1900 aC per Senusret I, no fou fins en temps de Senusret III que es va acabar. Fou evacuada després de 1700 aC.